# ダクス
ダクス （フランス語:Dax、ガスコーニュ語:Dacs）は、フランス、ヌーヴェル＝アキテーヌ地域圏、ランド県のコミューン。

## 由来
ダクスの古名はラテン語でアクア・タルベリカエ（Aqua Tarbellicæ）で、タルベリカエとは異教徒のタルベリ族（fr:Tarbelli）を指していた。アクアがAcqsとなり、最終的にDaxとなった。バスク語ではAkizaというが、ラテン語名が変化したものとみられている。

## 地理

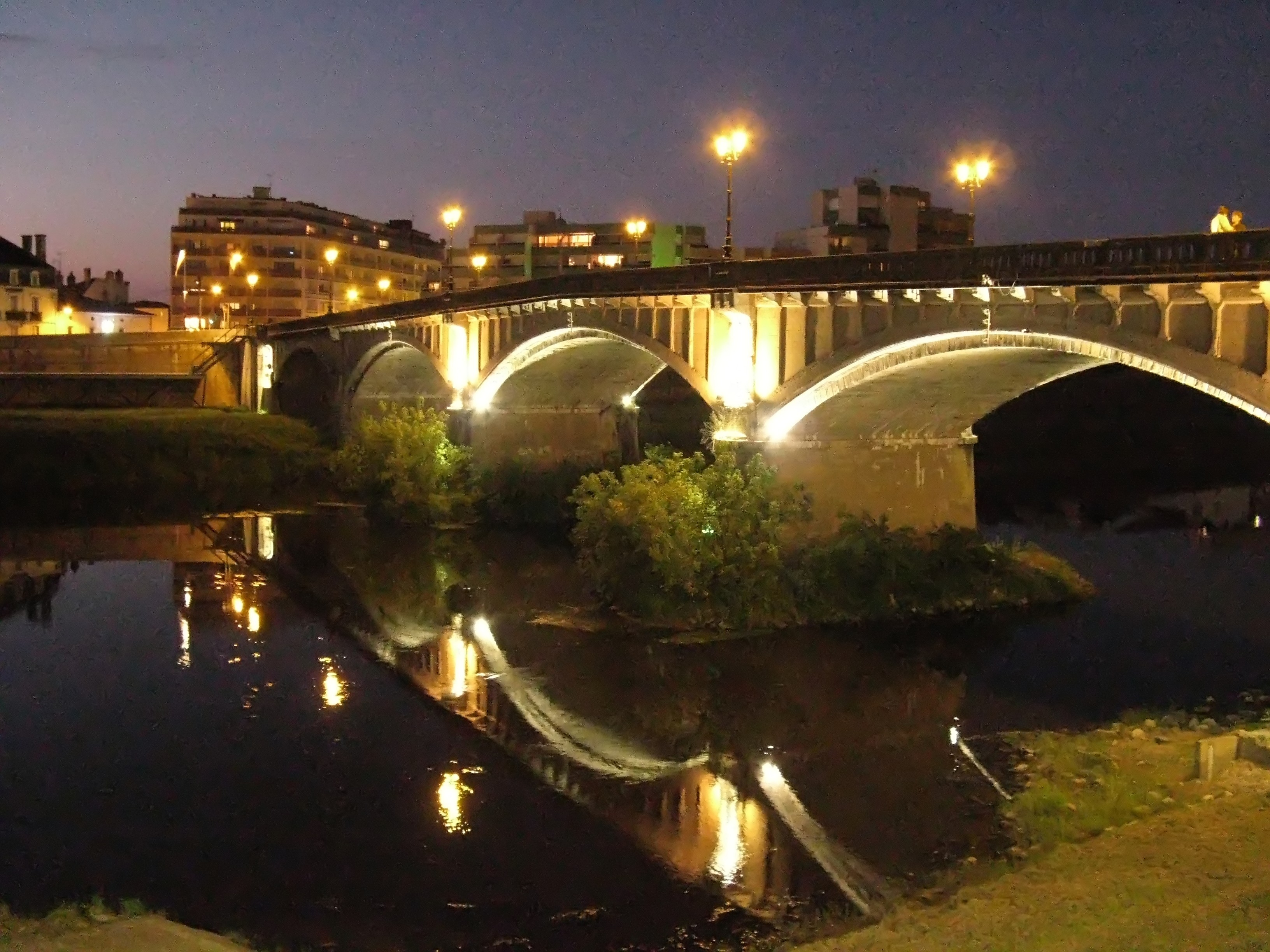
ダクスを流れるアドゥール川

アドゥール川左岸にあるダクスは、古来からシャロッス地方と関係が深かった。バイヨンヌとモン＝ド＝マルサンとの中間地点にある。

## 歴史

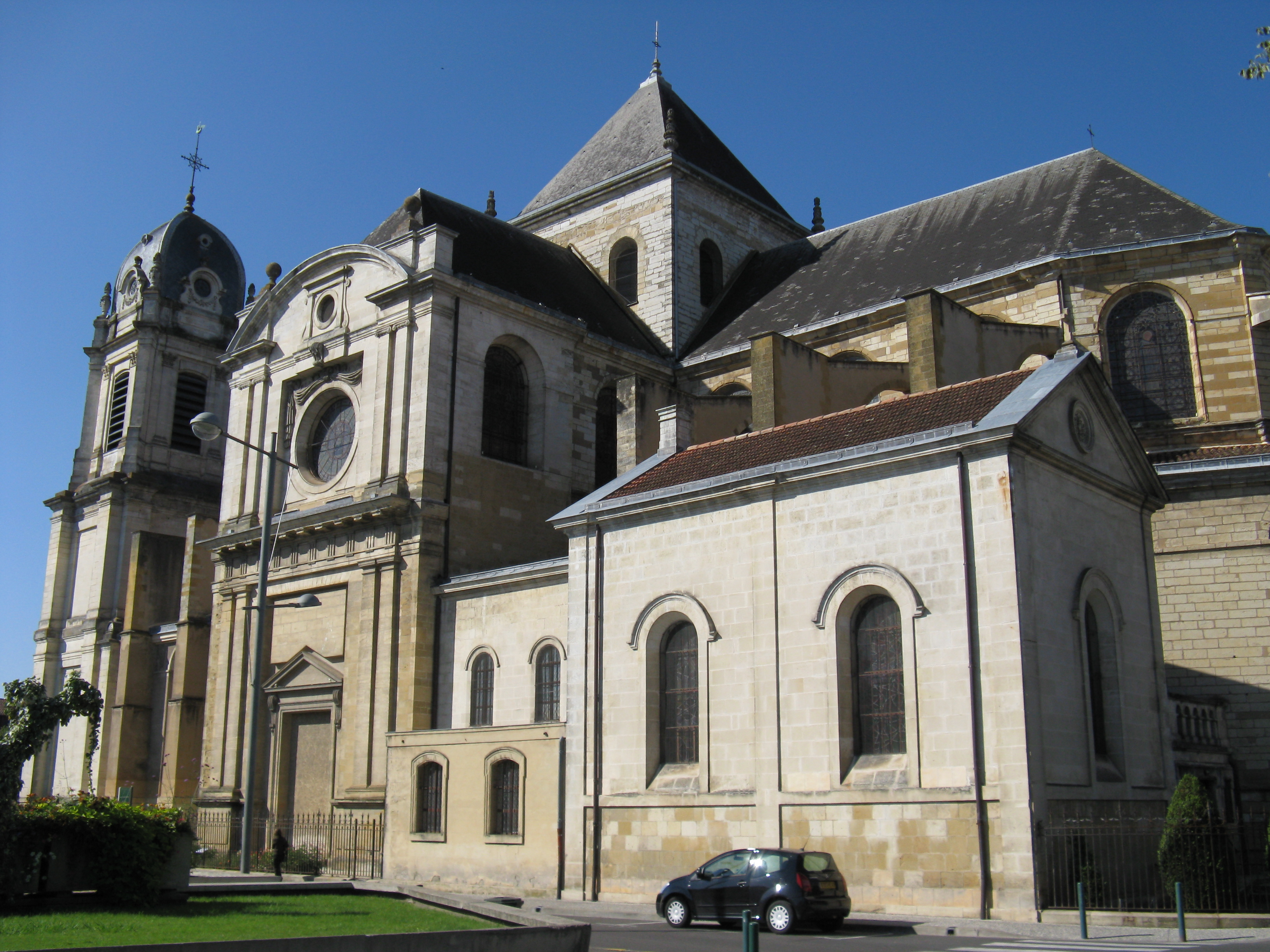
エールおよびダクス司教座の置かれている、ノートルダム教会

ダクスの司教座は3世紀半ばの創設とフランス国内有数の古さであるが、中世のダクスについての情報は乏しい。町の歴史は必ずしも地域の歴史とは一致しない。10世紀終わりから1177年まで、町を支配したのはダクス子爵家であった。
1152年、ルイ7世とアリエノール・ダキテーヌは離婚した。同じ年のうちに、アリエノールはイングランド王ヘンリー2世と再婚した。アキテーヌ女公であるアリエノールの領土、ガスコーニュとギュイエンヌはイングランド領となり、1453年に百年戦争が終結するまでフランス王国へ復帰しなかった。
サンティアゴ・デ・コンポステーラの巡礼路を行く巡礼者は、その途上でダクスに立ち寄った。バイヨンヌに近いダクスは、古くからのパンプローナとの商業路を持つ都市でもあり非常に繁栄し、オーシュ、バイヨンヌとともにガスコーニュ有数の都市であった。農作と牧畜が盛んで土地の肥えたシャロッス地方の中心であり、重要な市場の開かれる町であった。毎年16日間の市場が2箇所開かれ、毎週月曜日の市場は1368年以来続いている。
カトリック教会は都市成長で顕著な役割を担った。中世の300年間で多くの建物が建設された（その多くが消滅している）。13世紀のノートルダム・ド・ダクス教会がその一例である。
イングランド軍が去った後、スペイン軍の攻撃に悩まされることになった。ユグノー戦争中、町を疫病と貧困が襲った。
ヴァンサン・ド・ポールは、ダクスのフランシスコ会修道院で学んでいる。
1659年、ジュール・マザラン枢機卿はダクスに滞在した。同じ年、王家の王子や王女たちがオー＝ショード（fr）へやってきた。ルイ14世は婚約者であるマリー・テレーズ・ドートリッシュを迎えに仏西国境へ向かう際ダクスに滞在した。
18世紀以降、特にフランス第二帝政期、ダクスのスパに注目が集まった。パリ＝ボルドー＝ダクス＝イルン間の鉄道が敷かれたのもこの時期である。
19世紀、ダクスはそれまで都市を囲んでいた防衛設備を破壊し市街を拡張した。中世の城も壊された。替わって富裕階級の滞在客用に、アールデコの豪華な建物が建てられた。カジノやオテル・スプレンディドは、ロジェ＝アンリ・エクスペールが建てた。多くの著名人、マントノン夫人、アンリ・ベルクソン、ジョルジュ・クレマンソー、モーリス・ユトリロ、サラ・ベルナール、サシャ・ギトリ、フランス元大統領アルマン・ファリエール、ルーマニア王妃マリア、イヴォンヌ・プランタンらがダクスを訪れた。

## 経済
ダクス経済はサービス業を基盤とし、特に雇用を多く生んでいるのはスパ関連である。ダクスのスパには年間約55,000人が訪れる。

## 関係者

### 居住・ゆかりの人物
- ヴァンサン・ド・ポール（カトリック司祭） - ダクスで人文系諸学を学び、トゥールーズで神学を学ぶ。

## 姉妹都市
- ログローニョ、スペイン